# Alfred Probst
Alfred Probst, född 1894, död april 1958 i Basel, var en schweizisk roddare.
Probst blev olympisk guldmedaljör i fyra med styrman vid sommarspelen 1924 i Paris.